# Hanuman Chalisa
De Hanuman Chalisa is een hindoeïstische devotionele hymne (stotra) ter ere van Hanuman, die in de volksmond elke dag door miljoenen hindoes over de hele wereld wordt gereciteerd. Onder hindoes is het een populaire overtuiging dat het zingen van de Chalisa een beroep doet op Hanumans goddelijke tussenkomst in ernstige problemen.
Het is een gedicht in het Awadhi die wordt toegeschreven aan Tulsidas, een dichter en filosoof die in de 16e eeuw leefde. Hij vermeldt zijn naam in het laatste couplet van de hymne. Het is zijn bekendste werk, afgezien van de Ramcharitmanas, een epos in het Awadhi gebaseerd op de Ramayana. Het woord 'chālīsā' is afgeleid van 'chālīs', wat in het Hindi het getal 'veertig' betekent, dat het aantal verzen in de Hanuman Chalisa aangeeft (exclusief de coupletten aan het begin en het einde).
Volgens het Shaivisme is Hanuman een incarnatie van Shiva. De Hanuman Chalisa prijst de macht en andere kwaliteiten van Hanuman, waaronder zijn kracht, moed, wijsheid, celibaat (brahmacharya) en toewijding (bhakti) aan Rama.